# Homoneura bunburiensis
Homoneura bunburiensis är en tvåvingeart som beskrevs av Kim 1994. Homoneura bunburiensis ingår i släktet Homoneura och familjen lövflugor. Inga underarter finns listade i Catalogue of Life.